# Dave Gaudreau
Dave Gaudreau est un homme politique (franco-manitobain) canadien, il est élu à l'Assemblée législative du Manitoba lors de l'élection provinciale de 2011. Il représente la circonscription de Saint-Norbert en tant qu'un membre du Nouveau Parti démocratique du Manitoba.